# Ширін Абдуллаєва
Ширін Абдуллаєва (*14 грудня 2005, Наманган, Узбекистан – 15 лютого 2025, Ташкент, Узбекистан*) — узбецька співачка, акторка та модель. Вона стала відомою насамперед завдяки своїм виступам у міжнародних музичних та кіно проєктах, через що в засобах масової інформації її називали «голосом Центральної Азії». У 2023 році була удостоєна Державної премії імені Зульфії за досягнення в галузі мистецтва, яка вручається Президентом Республіки Узбекистан.

## Біографія
Народилася 14 грудня 2005 року в Намангані. З дитинства займалася музикою, почала співати з трьох років та брала участь у дитячому колективі «Tantana».

## Професійна діяльність

### Музична кар’єра
Виконувала пісні, серед яких «Luli», «Metro», «Bezori». Брала участь у музичних конкурсах і телевізійних шоу.
Абдуллаєва знімалася в різних кіно- та телевізійних проєктах. Деякі з її ролей були у таких роботах:
| Рік  | Назва         | Тип        | Роль            | Примітки                                   |
| ---- | ------------- | ---------- | --------------- | ------------------------------------------ |
| 2022 | Qismat bitigi | Телесеріал | Головна роль    | Виробництво Узбекистану                    |
| 2023 | Merosxo‘r     | Фільм      | Другорядна роль | Узбецько-китайська копродукція             |
| 2024 | Містер Нокаут | Фільм      | Асміра          | Російський фільм, режисер — Артем Михалков |

## Смерть
15 лютого 2025 року померла у віці 19 років через енцефаліт.

## Творчість та визнання
Протягом своєї кар'єри Ширін Абдуллаєва отримала низку нагород і відзнак за свій внесок у мистецтво та вплив на культуру Узбекистану і міжнародну сцену.

### Основні нагороди
- Державна премія імені Зульфії (2023): отримана за досягнення в галузі мистецтв, вручена Президентом Республіки Узбекистан.
- Гран-прі фестивалю Sea Sun (2022): здобутий на Міжнародному фестивалі мистецтва і культури Sea Sun в Льорет-де-Мар, Іспанія.
- Гран-прі Міжнародного фестивалю мистецтв у Сочі (2021): перемога в шести номінаціях та здобуття Гран-прі на престижному фестивалі в Росії.
- Премія Найкраща молода артистка на Міжнародному музичному фестивалі в Ташкенті (2023).
- Премія за Найкращий сингл на Узбекських музичних нагородах (2024) за пісню «Bezori».

### Інші відзнаки
- Премія молоді Республіки Узбекистан (2022) за внесок у культурний розвиток країни.
- Медаль За мистецькі заслуги (2024): вручена Міністерством культури Узбекистану за просування традиційної узбецької музики на глобальному рівні.

## Фонд пам’яті
10 квітня 2025 року родина спільно з Фондом освіти Університету Цінхуа заснувала стипендію імені Ширін Абдуллаєвої для підтримки студентів соціальних наук цього університету.